# Pancake Rock
Pancake Rock ist eine kleine Insel der Fox Islands, die zu den Aleuten gehören. Das etwa 640 m lange Eiland liegt 5 km vor der Westküste Umnaks.